# ISO/CEI 8859-10
La norme ISO/CEI 8859-10 (Latin-6) couvre les langues scandinaves d'une meilleure façon que l'ISO/CEI 8859-4.

## L'ISO/CEI 8859-10 par rapport à l'ISO/CEI 8859-1
Différences avec l'ISO/CEI 8859-1 (bordure noire).
| ISO/CEI 8859-10 | ISO/CEI 8859-10       | ISO/CEI 8859-10       | ISO/CEI 8859-10       | ISO/CEI 8859-10       | ISO/CEI 8859-10       | ISO/CEI 8859-10       | ISO/CEI 8859-10       | ISO/CEI 8859-10       | ISO/CEI 8859-10       | ISO/CEI 8859-10       | ISO/CEI 8859-10       | ISO/CEI 8859-10       | ISO/CEI 8859-10       | ISO/CEI 8859-10       | ISO/CEI 8859-10       | ISO/CEI 8859-10       |
|                 | x0                    | x1                    | x2                    | x3                    | x4                    | x5                    | x6                    | x7                    | x8                    | x9                    | xA                    | xB                    | xC                    | xD                    | xE                    | xF                    |
| --------------- | --------------------- | --------------------- | --------------------- | --------------------- | --------------------- | --------------------- | --------------------- | --------------------- | --------------------- | --------------------- | --------------------- | --------------------- | --------------------- | --------------------- | --------------------- | --------------------- |
| 0x              | positions inutilisées | positions inutilisées | positions inutilisées | positions inutilisées | positions inutilisées | positions inutilisées | positions inutilisées | positions inutilisées | positions inutilisées | positions inutilisées | positions inutilisées | positions inutilisées | positions inutilisées | positions inutilisées | positions inutilisées | positions inutilisées |
| 1x              | positions inutilisées | positions inutilisées | positions inutilisées | positions inutilisées | positions inutilisées | positions inutilisées | positions inutilisées | positions inutilisées | positions inutilisées | positions inutilisées | positions inutilisées | positions inutilisées | positions inutilisées | positions inutilisées | positions inutilisées | positions inutilisées |
| 2x              | SP                    | !                     | "                     | #                     | $                     | %                     | &                     | '                     | (                     | )                     | *                     | +                     | ,                     | -                     | .                     | /                     |
| 3x              | 0                     | 1                     | 2                     | 3                     | 4                     | 5                     | 6                     | 7                     | 8                     | 9                     | :                     | ;                     | <                     | =                     | >                     | ?                     |
| 4x              | @                     | A                     | B                     | C                     | D                     | E                     | F                     | G                     | H                     | I                     | J                     | K                     | L                     | M                     | N                     | O                     |
| 5x              | P                     | Q                     | R                     | S                     | T                     | U                     | V                     | W                     | X                     | Y                     | Z                     | [                     | \                     | ]                     | ^                     | _                     |
| 6x              | `                     | a                     | b                     | c                     | d                     | e                     | f                     | g                     | h                     | i                     | j                     | k                     | l                     | m                     | n                     | o                     |
| 7x              | p                     | q                     | r                     | s                     | t                     | u                     | v                     | w                     | x                     | y                     | z                     | {                     | \|                    | }                     | ~                     |                       |
| 8x              | positions inutilisées | positions inutilisées | positions inutilisées | positions inutilisées | positions inutilisées | positions inutilisées | positions inutilisées | positions inutilisées | positions inutilisées | positions inutilisées | positions inutilisées | positions inutilisées | positions inutilisées | positions inutilisées | positions inutilisées | positions inutilisées |
| 9x              | positions inutilisées | positions inutilisées | positions inutilisées | positions inutilisées | positions inutilisées | positions inutilisées | positions inutilisées | positions inutilisées | positions inutilisées | positions inutilisées | positions inutilisées | positions inutilisées | positions inutilisées | positions inutilisées | positions inutilisées | positions inutilisées |
| Ax              | NBSP                  | Ą                     | Ē                     | Ģ                     | Ī                     | Ĩ                     | Ķ                     | §                     | Ļ                     | Đ                     | Š                     | Ŧ                     | Ž                     | SHY                   | Ū                     | Ŋ                     |
| Bx              | °                     | ą                     | ē                     | ģ                     | ī                     | ĩ                     | ķ                     | ·                     | ļ                     | đ                     | š                     | ŧ                     | ž                     | ―                     | ū                     | ŋ                     |
| Cx              | Ā                     | Á                     | Â                     | Ã                     | Ä                     | Å                     | Æ                     | Į                     | Č                     | É                     | Ę                     | Ë                     | Ė                     | Í                     | Î                     | Ï                     |
| Dx              | Ð                     | Ņ                     | Ō                     | Ó                     | Ô                     | Õ                     | Ö                     | Ũ                     | Ø                     | Ų                     | Ú                     | Û                     | Ü                     | Ý                     | Þ                     | ß                     |
| Ex              | ā                     | á                     | â                     | ã                     | ä                     | å                     | æ                     | į                     | č                     | é                     | ę                     | ë                     | ė                     | í                     | î                     | ï                     |
| Fx              | ð                     | ñ                     | ō                     | ó                     | ô                     | õ                     | ö                     | ũ                     | ø                     | ų                     | ú                     | û                     | ü                     | ý                     | þ                     | ĸ                     |